# Daniela Costian
Daniela Costian (* 30. April 1965 in Brăila) ist eine ehemalige australische Diskuswerferin rumänischer Herkunft.
1985 gewann sie, noch für Rumänien startend, bei der Universiade in Kōbe die Bronzemedaille im Diskuswurf. 1986 wurde sie positiv auf Anabolika getestet und wegen Dopings für zwei Jahre gesperrt. 1988 wanderte sie nach Australien aus und erhielt 1990 die australische Staatsbürgerschaft.
Bei den Olympischen Spielen 1992 in Barcelona gewann  sie mit einer Weite von 66,24 m die Bronzemedaille hinter der Kubanerin Maritza Martén und Zwetanka Christowa aus Bulgarien. Ein Jahr später holte sie bei den Leichtathletik-Weltmeisterschaften 1993 in Stuttgart mit einer Weite von 65,36 m die Silbermedaille hinter der Russin Olga Tschernjawskaja. Bei den Commonwealth Games 1994 in Victoria errang sie schließlich mit 63,72 m die Goldmedaille im Diskuswurf vor Beatrice Faumuina aus Neuseeland.
Später konnte sie auf internationaler Ebene nicht mehr an ihre früheren Erfolge anknüpfen. Bei den Olympischen Spielen 1996 in Atlanta und Olympischen Spielen 2000 in Sydney schied sie mit dem Diskus jeweils in der Qualifikation aus.
Von 1989 bis 1995 gewann sie siebenmal in Folge die australischen Meisterschaften im Diskuswurf und wurde dreimal australische Meisterin im Kugelstoßen. Zuvor war sie bereits 1986 in Rumänien Landesmeisterin im Diskuswurf geworden. In ihrer Karriere stellte sie mit dem Diskus diverse Rekorde für Rumänien, Australien, Ozeanien und den Commonwealth auf.
Daniela Costian ist 1,82 m groß und wog zu ihrer aktiven Zeit 84 kg. Sie ist mit ihrem früheren Trainer John Zanfi verheiratet und Mutter von zwei Kindern.

## Bestleistungen
- Diskuswurf: 73,84 m, 30. April 1988, Bukarest